# Aghlabizi
Aghlabizii (în limba arabă:الأغالبة) au fost o dinastie de emiri, membri ai tribului arab Bani Tamim, care a guvernat Ifriqiya, nominal ca reprezentanți ai califului abbasid, vreme de circa un secol, până la venirea la putere a fatimizilor.

Statul dinastiei Aghlabizilor în momentul maximei sale expansiuni

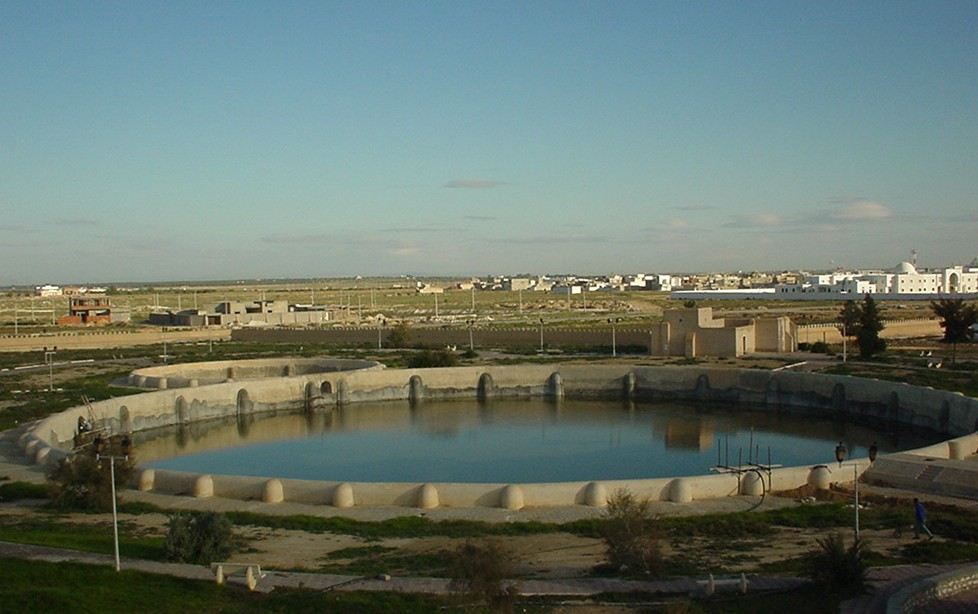
Cisternă construită de aghlabizi în Kairouan, Tunisia

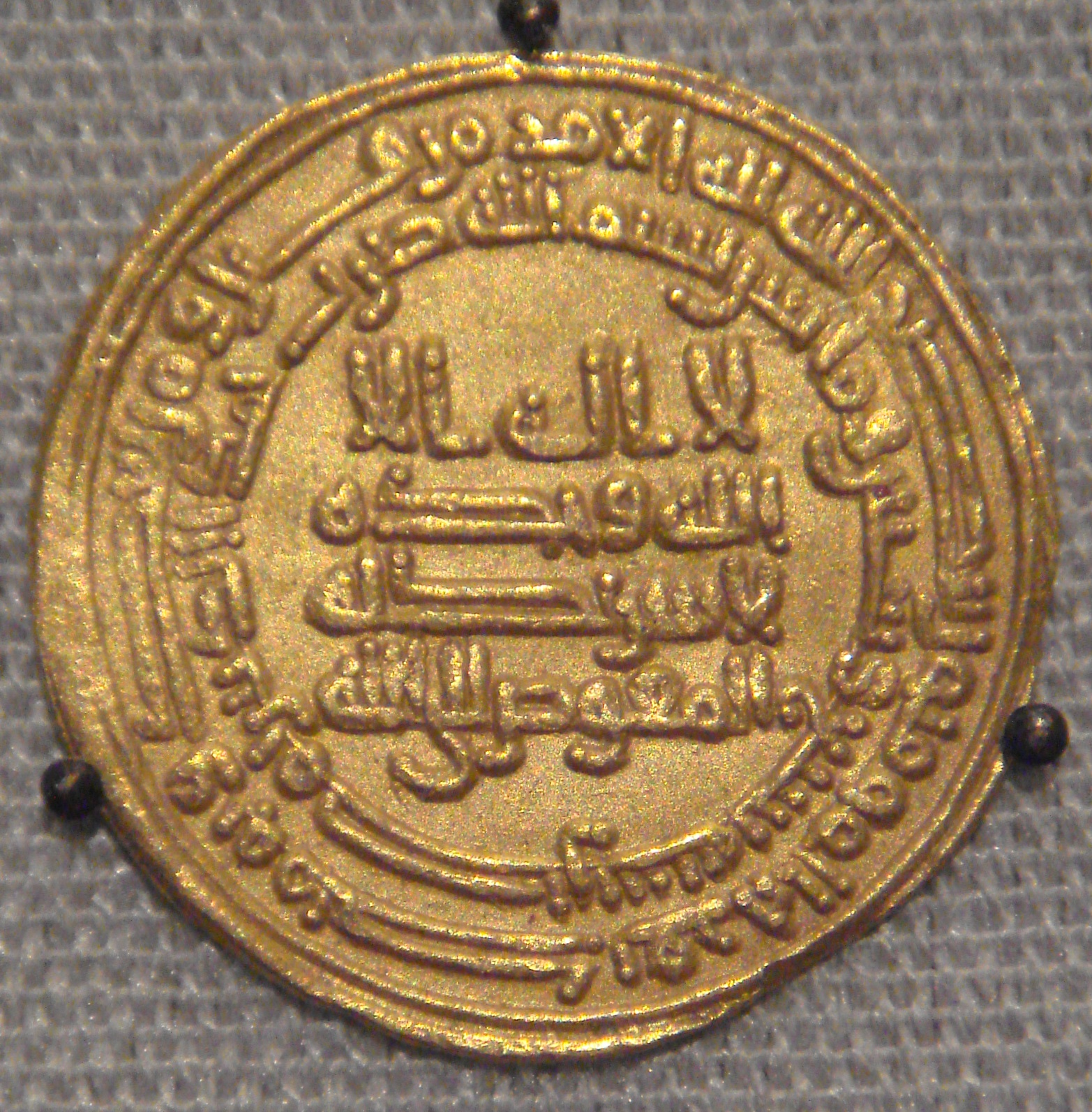
Monedă emisă de aghlabizi în Tunisia, la 880

## Istoria
În anul 800, califul abbasid Harun al-Rashid a numit pe Ibrahim I ibn al-Aghlab ca emir ereditar de Ifriqiya, ca răspuns la anarhia care domnea asupra provinciei în urma căderii dinastiei muhallabizilor. Ibrahim urma să dețină controlul asupra regiunii care cuprindea partea răsăriteană a Algeriei, Tunisia și Tripolitania. Deși total independentă de facto, dinastia sa nu a încetat niciodată să recunoască supremația abbasidă.
O nouă capitală, al-Abbasiyya, a fost întemeiată în afara Kairouanului, parțial pentru a evita opoziția manifestată de juriștii și teologii malikiți, care condamnau ceea ce ei numeau viața lipsită de Divinitate a aghlabizilor și nu erau de acord de tratamentul inegal la care erau supușii berberii musulmani. În plus, fortificații de frontieră (Ribat) au fost construite în Sousse and Monastir. De asemenea, aglabizii au mai pus la punct un sistem de irigații complex și au intensificat construirea de clădiri publice și de moschei.
Sub emirul Ziyadat Allah I (817-838), a început criza unei răscoale a trupelor arabe (824), care nu a fost redusă la tăcere decât în 836, cu sprijinul berberilor. Cucerirea Siciliei bizantine începând cu anul 827 sub Asad ibn al-Furat a fost și o încercare a a ține trupele neregulate sub control. Sicilia a fost achiziționată într-un ritm lent și abia în 902 ultimul avanpost bizantin (Taormina) a fost cucerit. Raiduri devastatoare în Italia continentală au avut loc pe tot parcursul secolului al X-lea. Treptat, aghlabizii au pierdut controlul asupra forțelor arabe din Sicilia, unde o nouă dinastie, cea a kalbizilor, a sfârșit prin a se impune.
Statul aghlabid și-a atins apogeul în timpul emirului Ahmad ibn Muhammad (856-863). Ifriqiya a constituit o puternică forță economică datorită agriculturii sale fertile, alături de extinderea sistemului roman de irigații. Ea a devenit punctul nodal al comerțului lumii islamice cu Bizanțul și Italia, în special al negoțului cu sclavi. Kairuan a devenit cel mai important centrul cultural al Maghrebului, fiind cel mai proeminent în domeniul teologiei și al științelor juridice li totodată un loc de întâlnire preferat de către poeți. De asemenea, emirii aghlabizi au susținut financiar proiecte de construcții, de exemplu reconstruirea moscheii lui Uqba ibn Nafi. Ei au dezvoltat un stil arhitectural care combina arhitecturile abbasidă și bizantină.
Declinul dinastiei aghlabizilor a început sub Ibrahim al II-lea ibn Ahmad (875-902). Controlul asupra Calabriei a fost pierdut în favoarea Bizanțului, un atac al tulunizilor din Egipt a fost respins cu mare greutate, iar reprimara unei noi răscoale a berberilor a costat pierderea multor vieți omenești. În plus, din 893 a început pătrunderea în rândurile berberilor Kutama a influenței șiite a fatimizilor, prin intermediul misiunii lui Ubaydalla Said, care în 909 a condus la detronarea dinaștilor aghlabizi.

## Conducători aghlabizi
- Ibrahim I ibn al-Aghlab ibn Salim (800-812)
- Abdullah I ibn Ibrahim (812-817)
- Ziyadat Allah I ibn Ibrahim (817-838)
- al-Aghlab Abu Iqal ibn Ibrahim (838-841)
- Muhammad I Abul-Abbas ibn al-Aghlab Abi Affan (841-856)
- Ahmad ibn Muhammad (856-863)
- Ziyadat Allah al II-lea ibn Abil-Abbas (863-864)
- Muhammad al II-lea ibn Ahmad (864-875)
- Ibrahim al II-lea ibn Ahmad (875-902)
- Abdullah al II-lea ibn Ibrahim (902-903)
- Ziyadat Allah al III-lea ibn Abdillah (903-909)